# Fred Kohler
Fred Kohler (20 de abril de 1888 — 28 de outubro de 1938) foi um ator norte-americano. Foi pai do também ator Fred Kohler Jr. (1911-1993).
Kohler nasceu em Kansas City, Missouri e faleceu em Hollywood, vítima de um ataque cardíaco.